# Kombinacja norweska na Zimowych Igrzyskach Olimpijskich 2002 – sztafeta
Sztafeta w kombinacji norweskiej na Zimowych Igrzyskach olimpijskich 2002 odbyła się 17 lutego 2002 roku. Najpierw zawodnicy oddali po dwa skoki na normalnej skoczni Utah Olympic Park HS100, a następnie wystartowali w sztafecie 4x5 kilometrów metodą Gundersena na trasie biegowej w Soldier Hollow. Tytułu mistrzowskiego broniła reprezentacja Norwegii, która tym razem zajęła piąte miejsce. Nowymi mistrzami olimpijskimi zostali Finowie, srebrne medale wywalczyli reprezentanci Niemiec, a trzecie miejsce zajęli Austriacy.

## Skoki narciarskie
| Pozycja | Państwo           | Zawodnicy                                                                | Skok 1 (m)          | Skok 1 (pkt)                  | Skok 2 (m)          | Skok 2 (pkt)                  | Punkty                        | Strata |
| ------- | ----------------- | ------------------------------------------------------------------------ | ------------------- | ----------------------------- | ------------------- | ----------------------------- | ----------------------------- | ------ |
| 1.      | Finlandia         | Jari Mantila Jaakko Tallus Hannu Manninen Samppa Lajunen                 | 89,5 95,5 93,5 96,5 | 486,5 112,0 127,0 119,5 128,0 | 90,0 94,5 91,0 96,5 | 481,0 113,0 125,0 113,5 129,5 | 967,5 225,0 252,0 233,0 257,5 | –      |
| 2.      | Austria           | Michael Gruber Christoph Bieler Mario Stecher Felix Gottwald             | 89,0 91,0 92,5 94,0 | 467,5 110,5 116,0 119,0 122,0 | 86,5 94,5 95,5 93,0 | 471,0 104,5 123,0 125,0 118,5 | 938,5 215,0 239,0 244,0 240,5 | +0:44  |
| 3.      | Stany Zjednoczone | Todd Lodwick Matt Dayton Johnny Spillane Bill Demong                     | 92,0 83,5 87,5 93,0 | 448,5 119,5 97,5 108,5 123,0  | 92,0 85,5 87,0 94,5 | 456,5 120,0 103,5 107,0 126,0 | 905,0 239,5 201,0 215,5 249,0 | +1:34  |
| 4.      | Japonia           | Gen Tomii Kenji Ogiwara Satoshi Mori Daito Takahashi                     | 90,5 87,0 87,5 94,5 | 450,5 112,5 106,5 109,5 122,0 | 91,0 87,0 85,5 94,0 | 450,5 115,5 108,0 104,5 122,5 | 901,0 228,0 214,5 214,0 244,5 | +1:40  |
| 5.      | Niemcy            | Björn Kircheisen Georg Hettich Marcel Höhlig Ronny Ackermann             | 89,0 86,0 90,0 94,0 | 449,5 109,5 104,5 113,0 122,5 | 89,0 85,5 88,5 93,0 | 444,0 110,5 103,0 111,0 119,5 | 893,5 220,0 207,5 224,0 242,0 | +1:51  |
| 6.      | Czechy            | Petr Šmejc Milan Kučera Lukáš Heřmanský Pavel Churavý                    | 89,5 88,5 90,0 93,0 | 448,0 110,5 109,5 112,0 116,0 | 92,5 87,0 86,0 93,5 | 444,0 118,0 105,0 103,0 118,0 | 892,0 228,5 214,5 215,0 234,0 | +1:53  |
| 7.      | Szwajcaria        | Andreas Hurschler Jan Schmid Ivan Rieder Ronny Heer                      | 86,5 85,0 90,0 91,0 | 437,5 106,0 102,0 112,0 117,5 | 84,0 88,5 85,0 89,5 | 425,5 99,0 111,0 101,0 114,5  | 863,0 205,0 213,0 232,0       | +2:37  |
| 8.      | Francja           | Ludovic Roux Frédéric Baud Nicolas Bal Kevin Arnould                     | 85,5 85,0 86,5 85,5 | 412,5 103,0 102,0 104,5 103,0 | 90,5 85,0 86,0 90,0 | 434,0 115,0 101,5 103,5 114,0 | 846,5 218,0 203,5 208,0 217,0 | +3:02  |
| 9.      | Rosja             | Aleksiej Fadiejew Aleksiej Cwietkow Władimir Łysenin Aleksiej Barannikow | 89,0 80,5 77,0 90,0 | 398,0 110,5 91,5 83,0 113,0   | 90,0 85,0 82,0 90,0 | 423,0 113,5 102,5 94,5 112,5  | 821,0 224,0 194,0 177,5 225,5 | +3:40  |
| 10.     | Norwegia          | Jan Rune Grave Lars Andreas Østvik Sverre Rotevatn Kristian Hammer       | 87,5 79,0 79,5 86,5 | 386,0 106,0 87,5 89,0 103,5   | 88,0 83,5 82,0 86,5 | 405,5 108,5 98,0 93,5 105,5   | 791,5 214,5 185,5 182,5 209,0 | +4:24  |

## Biegi
| Pozycja | Zawodnik          | Państwo                                                                  | Strata po skokach | Czas biegu                              | Miejsce w biegu | Czas    | Strata  |
| ------- | ----------------- | ------------------------------------------------------------------------ | ----------------- | --------------------------------------- | --------------- | ------- | ------- |
|         | Finlandia         | Jari Mantila Hannu Manninen Jaakko Tallus Samppa Lajunen                 | –                 | 48:42,2 12:49,9 11:28,1 12:14,1 12:10,1 | 6.              | 48:42,2 | –       |
|         | Niemcy            | Björn Kircheisen Georg Hettich Marcel Höhlig Ronny Ackermann             | +1:51             | 46:58,7 11:48,0 11:49,0 11:46,3 11:35,4 | 2.              | 48:49,7 | +7,5    |
|         | Austria           | Christoph Bieler Michael Gruber Mario Stecher Felix Gottwald             | +0:44             | 48:09,2 12:26,9 11:57,6 12:11,4 11:33,3 | 3.              | 48:53,2 | +11,0   |
| 4.      | Stany Zjednoczone | Todd Lodwick Bill Demong Johnny Spillane Matt Dayton                     | +1:34             | 48:20,1 12:07,7 11:58,3 12:23,7 11:50,4 | 4.              | 49:54,1 | +1:11,9 |
| 5.      | Norwegia          | Sverre Rotevatn Lars Andreas Østvik Jan Rune Grave Kristian Hammer       | +4:24             | 46:58,1 11:57,4 11:27,0 11:48,6 11:45,1 | 1.              | 51:22,1 | +2:39,9 |
| 6.      | Francja           | Frédéric Baud Ludovic Roux Kevin Arnould Nicolas Bal                     | +3:02             | 48:33,5 11:59,9 12:11,6 12:36,1 11:45,9 | 5.              | 51:35,5 | +2:53,3 |
| 7.      | Szwajcaria        | Andreas Hurschler Ronny Heer Jan Schmid Ivan Rieder                      | +2:37             | 49:30,9 11:54,2 12:07,5 12:44,7 12:44,5 | 7.              | 52:07,9 | +3:25,7 |
| 8.      | Japonia           | Gen Tomii Kenji Ogiwara Satoshi Mori Daito Takahashi                     | +1:40             | 50:46,5 12:33,2 12:52,5 12:35,2 12:45,6 | 8.              | 52:26,5 | +3:44,3 |
| 9.      | Czechy            | Milan Kučera Lukáš Heřmanský Pavel Churavý Petr Šmejc                    | +1:53             | 51:35,8 12:49,1 13:52,3 11:51,4 13:03,0 | 9.              | 53:28,8 | +4:46,6 |
| –       | Rosja             | Aleksiej Fadiejew Aleksiej Cwietkow Władimir Łysenin Aleksiej Barannikow | +3:40             | DNS                                     | –               | –       | –       |